# Bathylasmatidae
Bathylasmatidae es una familia de cirrípedos.

## Géneros
- Aaptolasma Newman & Ross, 1971
- Bathylasma Newman & Ross, 1971
- Hexelasma Hoek, 1913
- Mesolasma Foster, 1981
- Tessarelasma Withers, 1936
- Tetrachaelasma Newman & Ross, 1971